# Woodside (Califòrnia)
Woodside és una població dels Estats Units a l'estat de Califòrnia. Segons el cens del 2000 tenia 5.352 habitants.

## Demografia
Segons el cens del 2000, Woodside tenia 5.352 habitants, 1.949 habitatges, i 1.516 famílies. La densitat de població era de 175,7 habitants/km².
Dels 1.949 habitatges en un 31,6% hi vivien nens de menys de 18 anys, en un 68,8% hi vivien parelles casades, en un 5,8% dones solteres, i en un 22,2% no eren unitats familiars. En el 15,9% dels habitatges hi vivien persones soles el 6,2% de les quals corresponia a persones de 65 anys o més que vivien soles. El nombre mitjà de persones vivint en cada habitatge era de 2,74 i el nombre mitjà de persones que vivien en cada família era de 2,98.
Per edats la població es repartia de la següent manera: un 23,4% tenia menys de 18 anys, un 3,6% entre 18 i 24, un 24,1% entre 25 i 44, un 32,9% de 45 a 60 i un 16% 65 anys o més.
L'edat mediana era de 44 anys. Per cada 100 dones de 18 o més anys hi havia 96,1 homes.
Entorn de l'1,6% de les famílies i el 2,8% de la població estaven per davall del llindar de pobresa.
Al municipi s'hi troba la Djerassi Artists Residency, una residència artística creada per Carl Djerassi.

## Poblacions més properes
El següent diagrama mostra les poblacions més properes.